# Bảo tồn năng lượng
Bảo tồn năng lượng đề cập đến nỗ lực để giảm tiêu thụ năng lượng. Tiết kiệm năng lượng có thể đạt được thông qua tăng sử dụng năng lượng hiệu quả, kết hợp với giảm tiêu thụ năng lượng và/hoặc giảm tiêu thụ từ các nguồn năng lượng truyền thống.
Tiết kiệm năng lượng có thể dẫn đến tăng vốn tài chính, chất lượng môi trường, an ninh quốc gia, an toàn cá nhân, và tiện nghi con người. Các cá nhân và các tổ chức là những người tiêu dùng năng lượng trực tiếp chọn bảo tồn năng lượng để giảm chi phí năng lượng và thúc đẩy an ninh kinh tế. Người sử dụng công nghiệp và thương mại có thể làm tăng hiệu quả sử dụng năng lượng để tối đa hóa lợi nhuận.

## Thiết kế tòa nhà

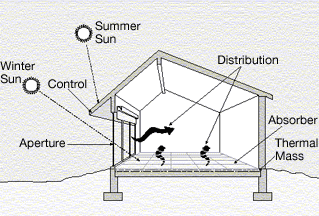
Các phần tử của thiết kế năng lượng mặt trời thụ động, thể hiện trong một ứng dụng thu nhận trực tiếp

Trong thiết kế tòa nhà năng lượng mặt trời thụ động, cửa sổ, tường và sàn nhà được thực hiện để thu thập, lưu trữ và phân phối năng lượng mặt trời dưới dạng nhiệt trong mùa đông và từ chối năng lượng nhiệt mặt trời vào mùa hè. Điều này được gọi là thiết kế năng lượng mặt trời thụ động, thiết kế khí hậu bởi vì, không giống như các hệ thống năng lượng nhiệt mặt trời tích cực, nó không liên quan đến việc sử dụng các thiết bị cơ khí và điện.
Chìa khóa để thiết kế một tòa nhà năng lượng mặt trời thụ động là tốt nhất tận dụng lợi thế của khí hậu địa phương. Các yếu tố để được xem xét bao gồm vị trí cửa sổ và loại kính, cách nhiệt, khối nhiệt, và bóng râm. Kỹ thuật thiết kế năng lượng mặt trời thụ động có thể được áp dụng một cách dễ dàng nhất cho các tòa nhà mới, nhưng các tòa nhà hiện tại có thể được điều chỉnh hoặc "trang bị thêm".

## Thay đổi khí hậu
Bằng cách giảm lượng khí thải, bảo tồn năng lượng là một phần quan trọng của giảm bớt biến đổi khí hậu Tiết kiệm năng lượng tạo điều kiện cho việc thay thế nguồn tài nguyên không tái tạo bằng năng lượng tái tạo. Tiết kiệm năng lượng thường là giải pháp kinh tế nhất đối với các thiếu hụt năng lượng và là một lựa chọn môi trường lành tính hơn để gia tăng sản xuất năng lượng.

## Tiết kiệm năng lượng theo quốc gia

### Ấn Độ
Hiệp hội Nghiên cứu Bảo tồn Dầu khí (PCRA) www.pcra.org là một cơ quan chính phủ Ấn Độ được tạo ra vào năm 1977 và tham gia trong việc thúc đẩy hiệu quả năng lượng và bảo tồn trong mỗi bước đi của cuộc sống. Trong PCRA quá khứ gần đây đã thực hiện chiến dịch phương tiện thông tin đại chúng trên các phương tiện truyền thông, phát thanh truyền hình & in. Một cuộc khảo sát đánh giá tác động bởi một bên thứ ba cho thấy rằng do những chiến dịch lớn bởi PCRA, nhận thức về mức độ tổng thể đã dẫn đến tiết kiệm nhiên liệu hóa thạch có giá trị crores của rupee bên cạnh việc giảm thiểu ô nhiễm.
Cục hiệu quả năng lượng là một tổ chức chính phủ Ấn Độ được tạo ra vào năm 2001 chịu trách nhiệm cho việc thúc đẩy hiệu quả và bảo tồn năng lượng.

### Nhật Bản

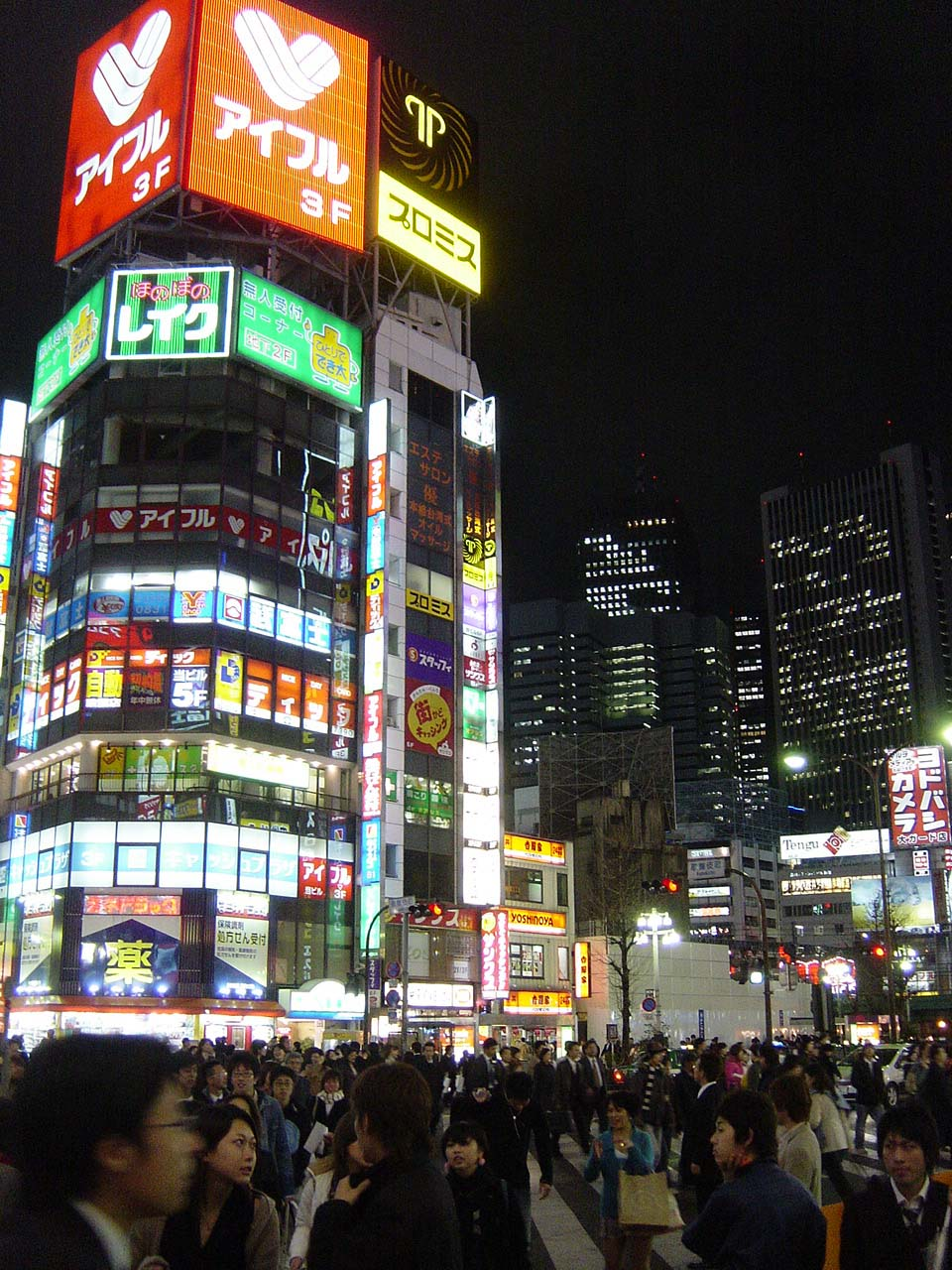
Quảng cáo bằng năng lượng cao tại Shinjuku, Nhật Bản.

Kể từ cuộc khủng hoảng dầu mỏ 1973, bảo tồn năng lượng là một vấn đề tại Nhật Bản. Tất cả nhiên liệu dầu được nhập khẩu, do đó, năng lượng bền vững bản địa đang được phát triển.
Trung tâm Bảo tồn Năng lượng thúc đẩy hiệu quả năng lượng trong mọi khía cạnh của Nhật Bản. Các tổ chức công cộng đang thực hiện sử dụng hiệu quả năng lượng cho các ngành công nghiệp và nghiên cứu.

### Li Băng
Tại Liban và kể từ năm 2002 Trung tâm Bảo tồn Năng lượng Li-băng (LCEC) đã được thúc đẩy sự phát triển sử dụng hiệu quả và hợp lý năng lượng và sử dụng năng lượng tái tạo ở cấp độ người tiêu dùng. Nó được tạo ra như một dự án được tài trợ bởi Quỹ Môi trường toàn cầu (GEF) và Bộ Năng lượng và nước (MEw) dưới sự quản lý của Chương trình Phát triển Liên Hợp Quốc (UNDP) và dần dần tự thành lập như là một trung tâm kỹ thuật quốc gia độc lập mặc dù nó vẫn tiếp tục được hỗ trợ bởi Chương trình Phát triển Liên Hợp Quốc (UNDP) như đã nêu trong Biên bản ghi nhớ (MoU) được ký kết giữa MEW và UNDP ngày 18 tháng 6 năm 2007.

### Niu Di-lân
Tại Niu Di-lân, Cục hiệu quả và bảo tồn năng lượng chịu trách nhiệm cho việc thúc đẩy hiệu quả và bảo tồn năng lượng.

### Liên minh châu Âu
Vào cuối năm 2006, Liên minh châu Âu-EU cam kết sẽ cắt giảm tiêu thụ năng lượng sơ cấp hàng năm 20% vào năm 2020. 'Kế hoạch hành động hiệu quả năng lượng Liên minh châu Âu' được chờ đợi đã lâu. Là một phần của Chương trình TIẾT KIỆM Lưu trữ ngày 17 tháng 8 năm 2014 tại Wayback Machine của EU, nhằm thúc đẩy hiệu quả năng lượng và hành vi tiết kiệm năng lượng đáng khích lệ, Chỉ thị hiệu quả nồi hơi  quy định cụ thể các mức hiệu quả tối thiểu cho các nồi hơi bị sa thải với nhiên liệu lỏng hoặc khí. Ủy ban châu Âu đang tài trợ các dự án nghiên cứu quy mô lớn để tìm hiểu về các yếu tố thành công cho các chương trình bảo tồn năng lượng hiệu quả.

#### Vương quốc Anh
Tiết kiệm năng lượng tại Vương quốc Anh đã nhận được sự quan tâm ngày càng tăng trong những năm gần đây. Các yếu tố chính đằng sau này là của Chính phủ cam kết giảm lượng khí thải carbon, bước nhày năng lượng dự kiến trong phát điện tại Vương quốc Anh và sự phụ thuộc ngày càng tăng về nhập khẩu để đáp ứng nhu cầu năng lượng quốc gia. Nhà ở trong nước và vận tải đường bộ là hai lĩnh vực vấn đề lớn nhất.
Trách nhiệm bảo tồn năng lượng rơi vào ba cơ quan Chính phủ mặc dù được dẫn dắt bởi Bộ Năng lượng và Biến đổi khí hậu (DECC). Cục cộng đồng và chính quyền địa phương (CLG) là vẫn chịu trách nhiệm về tiêu chuẩn năng lượng trong các tòa nhà, và Cục các vấn đề Môi trường, Thực phẩm và Nông thôn (Defra) vẫn giữ được một sự quan tâm còn lại năng lượng vì nó dẫn tới phát thải CO2, khí nhà kính chính. Bộ Giao thông giữ lại rất nhiều trách nhiệm để bảo tồn năng lượng trong vận chuyển. Ở một cấp độ hoạt động, có hai ngành chính không cơ quan chính phủ ("quangoes") - Tín thác tiết kiệm năng lượng, làm việc chủ yếu ở các khu vực kinh tế trong nước với một số quan tâm đến vận chuyển, và Tín thác Cácbon, làm việc với ngành công nghiệp và các công nghệ năng lượng sáng tạo. Ngoài ra còn có nhiều các tổ chức phi chính phủ độc lập làm việc trong lĩnh vực này như Trung tâm năng lượng bền vững ở Bristol hoặc Quỹ Năng lượng Quốc gia ở Milton Keynes, và trực tiếp giúp người tiêu dùng lựa chọn được thông tin về hiệu quả năng lượng sust-it

### Mỹ
Mỹ là nước tiêu thụ năng lượng lớn nhất. Bộ Năng lượng Mỹ phân loại sử dụng năng lượng quốc gia trong bốn lĩnh vực lớn: giao thông vận tải, khu dân cư, thương mại và công nghiệp 
Năng lượng sử dụng trong lĩnh vực giao thông vận tải và khu dân cư, khoảng một nửa tiêu thụ năng lượng của Mỹ, phần lớn là được kiểm soát bởi các tiêu dùng cá nhân. Chi phí năng lượng thương mại và công nghiệp được xác định bởi các doanh nghiệp thực thể và quản lý cơ sở khác. Chính sách năng lượng quốc gia có ảnh hưởng đáng kể việc sử dụng năng lượng trên tất cả các lĩnh vực, và tăng cường của nó là một phần của cuộc tranh luận lập pháp năm 2010 của Tổng thống, Quốc hội.

### Sri Lanka
Sri Lanka hiện đang tiêu thụ nhiên liệu hóa thạch, thủy điện, Năng lượng gió và năng lượng mặt trời cho việc phát điện ngày này sang ngày khác. Cơ quan Năng lượng bền vững Sri Lanka là đóng một vai trò quan trọng về quản lý năng lượng và bảo tồn năng lượng. Ngày nay, hầu hết các ngành công nghiệp là yêu cầu để giảm tiêu thụ năng lượng của họ bằng cách sử dụng các nguồn năng lượng tái tạo và tối ưu hóa sử dụng năng lượng của họ.

### Iran
Tại Iran, EECo chịu trách nhiệm cho việc thúc đẩy hiệu quả và bảo tồn năng lượng.

## Các vấn đề bảo tồn năng lượng
- Việc sử dụng viễn thông bởi các tập đoàn lớn là một cơ hội đáng kể để bảo tồn năng lượng, như nhiều người Mỹ bây giờ làm việc trong các công việc dịch vụ cho phép họ làm việc tại nhà thay vì đi làm mỗi ngày.[6]
- Động cơ điện tiêu thụ hơn 60% tất cả năng lượng điện được tạo ra và chịu trách nhiệm cho sự mất mát từ 10 đến 20% của tất cả các điện chuyển đổi thành năng lượng cơ học Ủy ban châu Âu [7]
- Người tiêu dùng thường ít được thông báo về các khoản tiết kiệm của sản phẩm hiệu quả năng lượng. Nghiên cứu người ta phải đưa vào bảo tồn năng lượng thường là quá tốn thời gian và tốn kém khi có các sản phẩm rẻ hơn và công nghệ sử dụng nhiên liệu hóa thạch ngày nay [8] Một số chính phủ và các tổ chức phi chính phủ đang cố gắng để giảm sự phức tạp này với các nhãn sinh thái làm cho sự khác biệt hiệu quả năng lượng được dễ dàng nghiên cứu trong khi mua sắm.
- Công nghệ cần để có thể thay đổi các mẫu hành vi, nó có thể làm điều này bằng cách cho phép người sử dụng năng lượng, kinh doanh và dân cư, để xem đồ họa tác động sử dụng năng lượng của họ có thể có tại nơi làm việc hoặc nhà của họ. Nâng cao năng lượng thời gian thực đo có thể để giúp mọi người tiết kiệm năng lượng bằng cách hành động của họ. Thay vì trở thành công nghệ tiết kiệm năng lượng tự động, lãng phí thời gian thực theo dõi, giám sát năng lượng và mét như Detective Năng lượng, Enigin Plc của Eniscope, Ecowizard, hoặc các giải pháp như EDSA'a sống Paladin là những ví dụ của các giải pháp [9]
- Người ta thường lập luận rằng bảo tồn năng lượng hiệu quả đòi hỏi nhiều hơn so với thông báo cho người tiêu dùng về tiêu thụ năng lượng, ví dụ thông qua các đồng hồ đo thông minh tại nhà hoặc các nhãn sinh thái trong khi mua sắm. Mọi người cần lời khuyên thiết thực và phù hợp để giảm tiêu thụ năng lượng để làm thay đổi dễ dàng và lâu dài [10] này áp dụng cho cả hai khoản đầu tư hiệu quả, chẳng hạn như đầu tư xây dựng cải tạo, hoặc thay đổi hành vi, ví dụ như từ chối sưởi ấm. Để cung cấp các loại thông tin và hỗ trợ người dân cần phải đầu tư tiền bạc, thời gian và nỗ lực trong việc bảo tồn năng lượng là rất quan trọng để hiểu và liên kết đến các mối quan tâm chủ đề của người dân.[11]
- Một số nhà bán lẻ cho rằng ánh sáng sáng kích thích mua. Tuy nhiên, các nghiên cứu y tế đã chứng minh rằng đau đầu, căng thẳng, huyết áp, mệt mỏi và lỗi người lao động nói chung tăng phổ biến quá chiếu sáng hiện diện trong nhiều nơi làm việc và các thiết lập bán lẻ.[12][13] Nó đã được chứng minh là làm tăng daylighting tự nhiên năng suất của công nhân, đồng thời giảm tiêu thụ năng lượng [14]